# یواخیم میشنر
یواخیم میشنر (انگلیسی: Joachim Meischner؛ زادهٔ ۱۳ اوت ۱۹۴۶) از برندگان مدال‌های بازی‌های المپیک زمستانی و ورزشکار دوگانه اهل آلمان است.